# Sami Aldeeb
Sami Awad Aldeeb Abu-Sahlieh (Jenin, 5 settembre 1949) è un avvocato palestinese naturalizzato svizzero.
È stato responsabile di diritto arabo e musulmano presso l'Istituto svizzero di diritto comparato dal 1980 al 2009. Dirige il Centro di diritto arabo e musulmano e insegna in diverse università in Svizzera, Francia e Italia. È autore di molti libri e articoli sul diritto arabo e musulmano. Ha pubblicato nel 2008, un'edizione bilingue del Corano  (in arabo e francese) traducendo il testo e classificando le sure in ordine cronologico secondo l'Azhar, con rinvio alle varianti, alle abrogazioni e agli scritti ebraici e cristiani. Attualmente sta preparando un'edizione simile in italiano e in inglese. Ha inoltre tradotto la Costituzione svizzera in arabo per la Confederazione svizzera.

## Biografia
Nato in una famiglia di contadini, cristiani, a Zababdeh, vicino a Jenin in Cisgiordania, ha frequentato la scuola elementare nel suo villaggio (1956-1961) prima di seguire il Seminario minore del Patriarcato Latino di Gerusalemme a Beit-Jala, vicino a Betlemme (1961-65). L'ha lasciato quattro anni più tardi per imparare il mestiere di sarto nella Scuola tecnica dei salesiani di Betlemme (1965-1968). Poi ha lavorato come sarto a Jenin e, allo stesso tempo, ha lavorato per il Comitato Internazionale della Croce Rossa. Nel 1970 conseguì la maturità letteraria a Jenin come autodidatta, ottenendo una borsa di studio dell'Opera San Giustino a Friburgo per studiare in Svizzera. 
Nell'aprile del 1974, consegue "con lode" la laurea in legge, e si iscrive contemporaneamente per un dottorato in diritto a Friburgo e scienze politiche presso l'Istituto universitario di alti studi internazionali di Ginevra.
Nel gennaio 1976, si è laureato in scienze politiche a Ginevra con la menzione "molto bene". La sua tesi era intitolata: "Il diritto dei popoli all'autodeterminazione, studio analitico del marxismo-leninismo e della posizione sovietica". Poi ha trascorso un anno in Egitto per fare ricerche per la sua tesi di dottorato il cui titolo era "L'impatto della religione sul sistema giuridico, il caso dell'Egitto, i non musulmani nei paesi musulmani". Ha discusso la sua tesi nel dicembre 1978 presso la facoltà di giurisprudenza di Friburgo con la menzione "summa cum laude". La promozione ha avuto luogo dopo la pubblicazione della tesi di dottorato il 14 novembre 1979. Ha ricevuto durante i suoi studi uno stipendio dell'Opera di San Giustino a Friburgo (1970-1977) e uno stipendio della Confederazione svizzera (1977-1979).
Durante il suo soggiorno in Egitto (1976-77), ha intervistato quaranta personalità egiziane, e intende pubblicare queste interviste nel prossimo futuro. 
È stato funzionario federale presso l'Istituto svizzero di diritto comparato a Losanna dal primo novembre 1980 fino al 31 dicembre 2009, come responsabile del diritto arabo e musulmano. Durante il suo lavoro, ha stabilito centinaia di pareri giuridici per le autorità svizzere ed estere, i tribunali, gli avvocati, le imprese e i privati nei settori del diritto di famiglia, del diritto successorio, del diritto penale e del diritto commerciale. Attraverso i suoi viaggi nei paesi arabi, ha creato per l'Istituto svizzero di diritto comparato la migliore raccolta di diritto arabo e musulmano in Europa Occidentale.
Durante le sue attività con la Confederazione, ha fatto viaggi nei seguenti paesi, per acquistare libri e avere contatti con le facoltà di diritto e i centri di ricerca: Marocco (4 volte), Algeria (2 volte), Tunisia (5 volte), Libia (3 volte), Egitto (9 volte), Sudan (1 volta), Giordania (4 volte), Libano (2 volte), Siria (3 volte), Iraq (1 volta), Iran (1 volte), Bahrain (2 volte), Kuwait (2 volte), Emirati Arabi Uniti (2 volte), Oman (2 volte), Palestina / Israele (7 volte), Yemen del Sud (1 volta), Yemen del Nord (2 volte), Qatar (1 volta) e Arabia (2 volte).
Nel maggio 2009, ha fondato il Centro di diritto arabo e musulmano. Il Centro offre i seguenti servizi: consultazioni giuridiche, conferenze, traduzioni, ricerche e corsi sul diritto arabo e musulmano, nonché sulle relazioni tra i musulmani e l'Occidente, assistenza agli studenti e ricercatori.
Il 29 giugno 2009, ha ricevuto la sua abilitazione a dirigere la ricerca (HDR) presso l'Università di Bordeaux 3, con la menzione "Molto onorabile con le congratulazioni all'unanimità". Nel febbraio 2010, si è qualificato come "Professore delle università", concesso dal CNU (Francia), nelle sezioni 1 (diritto privato) e 15 (arabo).
Sami Aldeeb si dichiara cristiano. Tuttavia, non crede nella rivelazione secondo il suo tradizionale senso, e la definisce non come "la parola di Dio all'uomo", ma come "la parola dell'uomo su Dio". Si considera laico e lotta per i diritti umani e contro la circoncisione maschile e femminile, la macellazione rituale, i cimiteri religiosi, la pena di morte e la violenza, temi trattati nei suoi scritti e conferenze. È in favore di un solo stato democratico e laico in Palestina / Israele e rifiuta lo Stato di Israele come lo Stato della Palestina che chiama entrambe entità discriminatorie. Ritiene che il Corano sia stato scritto da un rabbino. Ha preso posizione contro la costruzione dei minareti in Svizzera, stimando che la Costituzione garantisce il diritto di pregare e non di gridare.
Naturalizzato svizzero l'11 maggio 1984.

## Formazione e convegni
Sami Aldeeb ha insegnato il diritto arabo e musulmano in diverse università: Istituto di diritto canonico di Strasburgo (1985-1991), facoltà di giurisprudenza e scienze politiche di Aix-en-Provence (dal 2005), facoltà di giurisprudenza di Palermo (dal 2007), CERISDI di Palermo (dal 2007), facoltà internazionale di diritto comparato di Strasburgo (dal 2007), facoltà di giurisprudenza di Trento (dal 2010), facoltà di giurisprudenza di Cergy-Pontoise (dal 2010), facoltà di giurisprudenza di Grenoble (dal 2010), facoltà di teologia di Lugano (dal 2011). Ha anche tenuto centinaia di conferenze in diversi paesi..

## Riconoscimenti
- 15 novembre 1981      Premio Vigener della facoltà di giurisprudenza di Friburgo per la sua tesi di dottorato
- 21 novembre 2009      eletto Accademico di "Studium - Accademia di Casale e del Monferrato per l'arte, la letteratura, la storia, le scienze e le varie umanità".

## Pubblicazioni
Sami Aldeeb è un autore prolifico. Le sue pubblicazioni includono una trentina di libri e oltre 200 articoli sul diritto arabo e musulmano, in diverse lingue. Alcune sue pubblicazioni sono disponibili gratuitamente..

## Opere
- Le droit des peuples à disposer d'eux-mêmes, étude analytique de la doctrine marxiste-léniniste et de la position soviétique, polycopié, IUHEI, 1976, 276 pages.
- L'impact de la religion sur l'ordre juridique, cas de l'Égypte, non-musulmans en pays d'Islam, Éditions universitaires, Fribourg 1979, XVI-405 pages.
- Discriminations contre les non-juifs tant chrétiens que musulmans en Israël, Pax Christi, Lausanne, Pâques 1992, 36 pages.
- Les musulmans face aux droits de l'homme: religion & droit & politique, étude et documents, Verlag Dr. Dieter Winkler, P.O.Box 102665, D-44726 Bochum, 1994, 610 pages.
- Les mouvements islamistes et les droits de l'homme, in "Herausforderungen Historisch-politische Analysen", Winkler, Bochum, 1998, 128 pages.
- Huquq al-insan 'ind al-muslimin wal-massihiyyin wal-yahud, Dar Robeian, Kuwait, 1998, 73 pages.
- Khitan al-dhukour wal-inath ‘ind al-yahud wal-masihiyyin wal-muslimin: al-jadal al-dini, Riad El-Rayyes, Beyrouth, 2000, 562 pages.
- Sami Aldeeb et Andrea Bonomi (éd.): Le droit musulman de la famille et des successions à l'épreuve des ordres juridiques occidentaux, Publications de l'Institut suisse de droit comparé, Schulthess, Zürich, 1999, 353 pages.
- Sami Aldeeb et Mahmud Al-Gundi: Al-dustur al-gadid lil-ittihad al-swisri, (Berne), 2000.
- Circoncision masculine – circoncision féminine: débat religieux, médical, social et juridique, L'Harmattan, Paris, 2001, 537 pages.
- Male and female circumcision among Jews, Christians and Muslims: religious, medical, social and legal debate, Shangri-La Publications, Warren Center, PA 19951, USA, 2001, 400 pages.
- Cimetière musulman en Occident: Normes juives, chrétiennes et musulmanes, L'Harmattan, Paris, 2002, 168 pages.
- Les Musulmans en Occident entre droits et devoirs, L'Harmattan, Paris, 2002, 296 pages.
- Muslims in the West caught between rights and duties: redefining the separation of church and state, Shangri-La Publications, Warren Center, PA 19951, USA, 2002, 318 pages.
- Khitan al-dhukour wal-inath ‘ind al-yahud wal-masihiyyin wal-muslimin: al-jadal al-dini, wal-tibbi, wal-ijtima'i wal-qanuni, Beit-Jala, Collection Olive Branch, 2003, 250 pages.
- Circoncision: Le complot du silence, L'Harmattan, Paris, 2003, 244 pages.
- Mariages entre partenaires suisses et musulmans: connaître et prévenir les conflits, 4ème édition, Institut suisse de droit comparé, Lausanne, 2003, 60 pages.
- Ehen zwischen schweizerischen und muslimischen Partnern: Konflikte erkennen und ihnen vorbeugen, 4. Auflage, übersetzt von Beatrice Angehrn, 2003, 64 pages.
- Mu'amarat al-samt: Khitan al-dhukour wal-inath ‘ind al-yahud wal-masihiyyin wal-muslimin: al-jadal al-dini, wal-tibbi, wal-ijtima'i wal-qanuni, Dar al-Awael, Damas, 2003, 512 pages.
- Al-tamyiz did ghayr al-yahud fi Isra'il massihiyyin kanu am muslimin, Dar al-Awael, Damas, 2003, 112 pages.
- Introduction à la société musulmane: fondements, sources et principes, Eyrolles, Paris, 2005, 462 pages.
- Les sanctions en droit musulman: passé, présent et avenir, Cahiers de l'Orient chrétien 6, CEDRAC (USJ), Beyrouth, 2007, 110 pages.
- Il diritto islamico: fondamenti, fonti, istituzioni, Carocci Editore, Rome, 2008, 617 pages.
- Le Coran: texte arabe et traduction française par ordre chronologique selon l'Azhar, avec renvoi aux variantes, aux abrogations et aux écrits juifs et chrétiens, Éditions de l'Aire, Vevey, 2008, 579 pages.
- Projets de constitutions et droits de l'homme islamiques, Éditions de Paris, Paris, 2008, 348 pages.
- Religion et droit dans les pays arabes, Presses universitaires de Bordeaux, Bordeaux, 2008, 586 pages.
- Il contratto di appalto nel diritto arabo particolarmente nel diritto egiziano, con le disposizioni dei principali codici arabi in diverse lingue, ASEM, Palermo, 2008, 358 pages.
- Les successions en droit musulman, cas de l'Égypte, présentation, versets coraniques et dispositions légales, Thebookedition, Lille, 2009, 153 pages.
- Le contrat d'entreprise en droit arabe, cas de l'Égypte, avec les dispositions des principaux codes arabes en différentes langues, Thebookedition, Lille, 2009, 381 pages.
- Non-Musulmans en Pays d'Islam, cas de l'Égypte, Thebookedition, Lille, 2009, 443 pages.
- Avenir des Musulmans en Occident, cas de la Suisse, Thebookedition, Lille, 2009, 193 pages.
- Avvenire dei Musulmani in Occidente, caso della Svizzera, Thebookedition, Lille, 2009, 193 pages.
- Il diritto di famiglia nel mondo arabo, costanti e sfide, Thebookedition, Lille, 2009, 115 pages.
- Demain les islamistes au pouvoir? Conception musulmane de la loi et son impact en Occident, Association culturelle du Razès, Montréal d'Aude (France), 2009, 174 pages.
- Manuel de droit musulman et arabe, Thebookedition, Lille, 2009, 297 pages.
- Matrimoni misti con musulmani, caso della Svizzera (con modello di contratto in sei lingue), Thebookedition, Lille, 2010, 76 pages.
- Casamientos mixtos con musulmanes, caso de Suiza (con modelo de contrato en seis lenguas), Thebookedition, Lille, 2010, 77 pages.
- Mariages mixtes avec des musulmans, cas de la Suisse (avec modèle de contrat en six langues), Thebookedition, Lille, 2010, 80 pages.
- Gemischte Ehen mit Muslimen, die Schweiz betreffend (mit Mustervertrag in sechs Sprachen), Thebookedition, Lille, 2010, 84 pages.
- Il diritto islamico: fondamenti, fonti, istituzioni, Carocci Editore, Rome, 2009, 624 pages (réimpression).